# Tachypeza yinyang
Tachypeza yinyang är en tvåvingeart som beskrevs av Papp och Foldvari 2001. Tachypeza yinyang ingår i släktet Tachypeza och familjen puckeldansflugor.
Artens utbredningsområde är Ungern. Inga underarter finns listade i Catalogue of Life.